# Rhinthon (bướm)
Rhinthon là một chi bướm ngày thuộc họ Bướm nâu.